# Traxtorm Records
Traxtorm Records je talijanska diskografska kuća koju su 1995. osnovali Gianluca Rossi i Massimiliano Monopoli (The Stunned Guys), a specijalizirana je za Hardcore Techno glazbu. Traxtorm Records je vlasništvo talijanske veleizdavačke kuće Sonic Solution. Podizdavačke kuće u sklopu Traxtorm Recordsa su G-Net Records, Impulse Records, Randy 909 % Records, Traxtorm Records Revamped te Traxtorm Records Sinful Edition.
DJ-i koji objavljuju pjesme u Traxtorm Recordsu jesu:
- Alien T
- Amnesys
- DJ AniMe
- Art Of Fighters (Meccano Twins)
- DJ Mad Dog
- Nico & Tetta
- The Stunned Guys
- Tommyknocker
- Unexist

## Vanjske poveznice
- Službena stranica
- Traxtorm Records u Partyflocku
- Diskografija izdavačke kuće i njenih podizdavačkih kuća